# ブロック
ブロック（英: Construction set）とは、玩具のひとつである。小型の接続可能な部品を組み合わせ、いろいろな造形をする遊び、もしくはそのために使用する玩具を指す。ブロックは英語では積み木のことも指す（Toy block）が、日本ではもっぱら部品同士を組み合わせ可能なものをブロックという。主に合成樹脂系材料が用いられるが、メカノなど金属製のものも存在する。
日本でよく知られているブロックとして、「LEGO」や「ダイヤブロック」、「ニューブロック」、「ボーネルンド ブロック」などがある。

## 概要
部品は直方体など四角形を基本にした物が多いが、この他にも三角形や車輪状の物など様々な形状があり、寸法・色の種類も豊富である。どの部品も互いにはめ合わせることができ、部品の組み合わせによって自由に造形することができるようになっている。
年齢層にあわせて、大きさの異なるブロックが用意されている。通常の大きさの、縦横高さ方向が倍のブロックは、乳幼児向けのブロックとして提供されている。さらにその倍の大きさのブロックが存在する。
80年代に入る頃から、製品シリーズの拡大に伴い、あらかじめテーマや特定の形状が作成できるセットで販売されているものも多くなっている。これらには専用に近い特殊形状部品も多い。
高年齢層向けには、メカニカルな部品や電子制御を行ない、完成した作品を動作させられるような部品が提供されており、代表的なものでは「LEGO MindStorms」と呼ばれるシリーズはプログラミングが可能な制御機構をもつ。
2001年にリリースされたLEGOバイオニクルは、従来の建造物やビークルを主体としたシリーズとは方向性を異にする、有関節の骨組みに外装を付加しフル可動のキャラクターフィギュアを組むことを主眼に置いたシリーズであった。日本においては翌年からトミー（現タカラトミー）もゾイドブロックスをシリーズ開始し、以後次々と大小のメーカーが参入し、海洋堂のアッセンブルボーグ、コトブキヤのヘキサギア等、幅広い年齢層向けにロボット、キャラクター系のブロックトイがジャンルとして確立した。

## 電子ブロック
機械的な造型ではなく、予め電子部品を組み込まれているブロック状の部品を簡易に組み立て、より複雑な電子回路の構成を試すことのできる電子ブロック（電子ブロック機器製造）がある。

## 主なブロック製品
カッコ内は平面上の最小単位寸法
- レゴブロック（8mm角）、レゴデュプロ（16mm角）（レゴ社）
- ダイヤブロック（8mm角）、ナノブロック（4mm角）、ナノブロックプラス（6mm角）（カワダ）
- ミクブロツー（2mm角）（吉良模型）
- アーテックブロック（10mm角）（アーテック）
- メガブロック（Megabloks）
- リブロック（Livelock）
- ニューブロック（学研ステイフル）
- LaQ（ヨシリツ）